# Warm Mineral Springs
Warm Mineral Springs és una concentració de població designada pel cens dels Estats Units a l'estat de Florida. Segons el cens del 2000 tenia 4.811 habitants.

## Demografia
Segons el cens del 2000, Warm Mineral Springs tenia 4.811 habitants, 2.720 habitatges, i 1.765 famílies. La densitat de població era de 709 habitants/km².
Dels 2.720 habitatges en un 2,1% hi vivien nens de menys de 18 anys, en un 61,6% hi vivien parelles casades, en un 2,2% dones solteres, i en un 35,1% no eren unitats familiars. En el 31,2% dels habitatges hi vivien persones soles el 26,5% de les quals corresponia a persones de 65 anys o més que vivien soles. El nombre mitjà de persones vivint en cada habitatge era d'1,77 i el nombre mitjà de persones que vivien en cada família era de 2,1.
Per edats la població es repartia de la següent manera: un 2,5% tenia menys de 18 anys, un 1,1% entre 18 i 24, un 4,7% entre 25 i 44, un 19,3% de 45 a 60 i un 72,4% 65 anys o més.
L'edat mediana era de 72 anys. Per cada 100 dones de 18 o més anys hi havia 83,6 homes.
La renda mediana per habitatge era de 30.806 $ i la renda mediana per família de 37.488 $. Els homes tenien una renda mediana de 30.847 $ mentre que les dones 16.921 $. La renda per capita de la població era de 23.213 $. Entorn del 4,7% de les famílies i el 7,6% de la població estaven per davall del llindar de pobresa.

## Poblacions més properes
El següent diagrama mostra les poblacions més properes.